# Fujitsu Siemens Computers
 (juillet 2022).
Si vous disposez d'ouvrages ou d'articles de référence ou si vous connaissez des sites web de qualité traitant du thème abordé ici, merci de compléter l'article en donnant les références utiles à sa vérifiabilité et en les liant à la section « Notes et références ».
Fujitsu Siemens Computers était une entreprise détenue par Siemens et Fujitsu, à hauteur de 50 % pour chacune des parties. Elle est devenue  Fujitsu Technology Solutions en 2009.

## Histoire

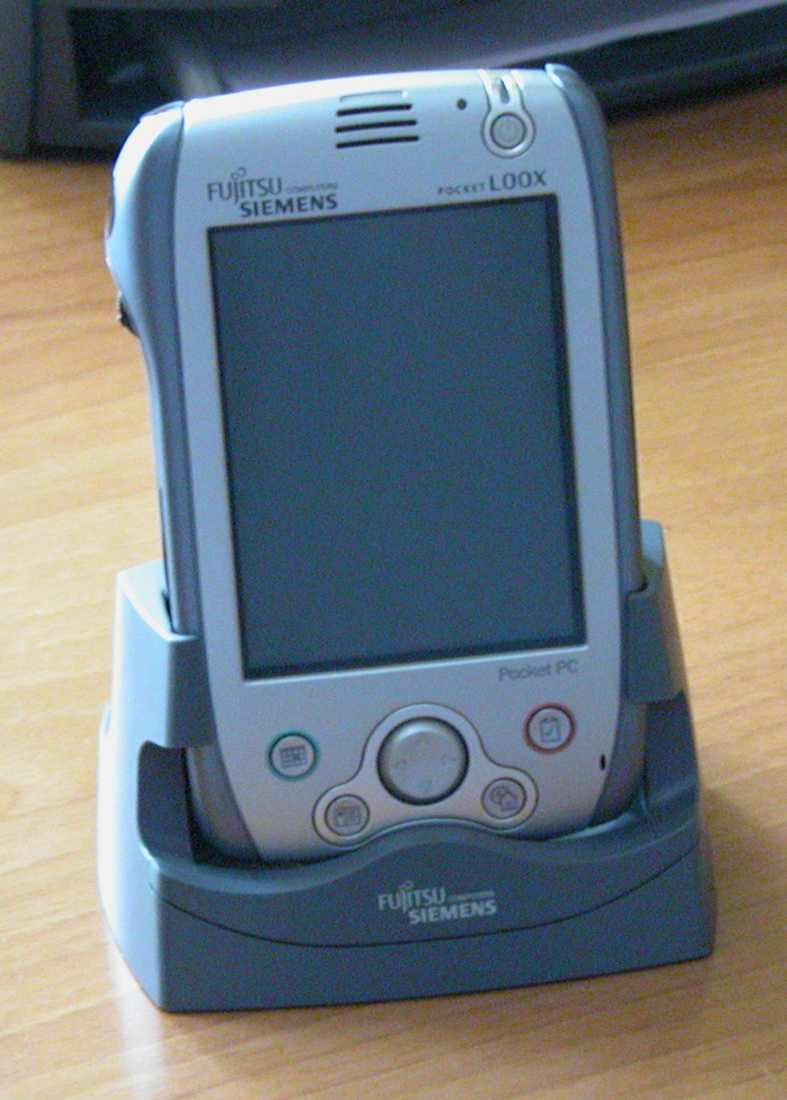
Pocket LOOX

Créée le 1er octobre 1999, elle est le résultat de la fusion de Fujitsu Computers (Europe) et de l’entité Computer Systems de la division Information and Communications Products de Siemens.
Cette coopération entre Fujitsu et Siemens donne à cette entreprise accès aux techniques de pointe des deux sociétés. Elle permet de commercialiser dans le monde entier, sous des marques communes, des produits tels que les serveurs d’entreprise à architecture Unix de la gamme Primepower, les serveurs à architecture Intel de la gamme Primergy, les stations de travail Celsius et les notebooks de la famille Lifebook et AMILO PRO.
Le 1er avril 2009, Fujitsu rachète les parts détenues par Siemens et la rebaptise Fujitsu Technology Solutions.

## Dirigeants

### Société mère
- Bernd Bischoff (CEO)     .
- Kaï Flore depuis le 3 novembre 2008

### France
Fujitsu Siemens Europe a créé une division en France en 2000. 
- Antoine Henocq de 2000 à l'été 2005
- Jean-Philippe Chiarella a assuré cette fonction jusqu’en avril 2007

## Informations boursières
- Cette société n’est pas cotée en bourse.